# Gerd Stüttgen
Gerd Stüttgen (* 22. März 1966 in Arnsberg) ist ein deutscher Politiker (ehemals SPD). Er war von 2005 bis 2010 Mitglied des Nordrhein-Westfälischen Landtages, dem er von Januar 2016 bis zum 31. Mai 2017 erneut angehörte. Ab Ende 2016 war er fraktionslos.

## Leben und berufliches Wirken
Nach dem Besuch der Grundschule besuchte Stüttgen das Gymnasium Laurentianum in Arnsberg, das er im Jahr 1983 mit der Fachoberschulreife verließ. Auf dem zweiten Bildungsweg erlangte er im Jahr 1990 die Fachhochschulreife (kaufmännische Richtung). Von 1983 bis 1990 war er Polizeivollzugsbeamter beim Bundesgrenzschutz. Im Jahr 1990 trat er bei der Bezirksregierung Arnsberg eine Stellung an. Während des Vorbereitungsdienstes studierte er an der Fachhochschule für öffentliche Verwaltung des Landes Nordrhein-Westfalen und schloss 1993 das Studium als Diplom-Verwaltungswirt (FH) ab. Anschließend war er bis 2005 und ist seit Juni 2010 erneut in verschiedenen Bereichen der Bezirksregierung Arnsberg als Sachbearbeiter tätig.

## Politik
Gerd Stüttgen war in den Jahren 1983 bis 2016 Mitglied der SPD. Von 2000 bis 2016 war er Vorsitzender des SPD-Ortsvereins Müschede. Von 1999 bis 2001 war er Beisitzer und zwischen 2001 und 2004 stellvertretender Vorsitzender des SPD-Stadtverbandes Arnsberg. 2004 übernahm er zunächst kommissarisch die Leitung des SPD-Stadtverbandes und wurde im Jahr 2005 als Vorsitzender bestätigt, trat jedoch im April 2016 von seinem Amt zurück. In den Jahren 2001 bis 2016 war er Mitglied im Unterbezirksvorstand der SPD im Hochsauerlandkreis
Von 1989 bis 1990 war er stellvertretender Sachkundiger Bürger im Werksausschuss der Stadt Arnsberg. Als Nachrücker für den ehemaligen Ministerpräsidenten und Bundesfinanzminister Peer Steinbrück trat Stüttgen am 22. November 2005 über die Landesliste der SPD  in den Landtag von Nordrhein-Westfalen ein. Er war ordentliches Mitglied im Rechtsausschuss, im Innenausschuss und im Sportausschuss sowie stellvertretendes Mitglied im Petitionsausschuss und im Ausschuss für Umwelt, Naturschutz, Landwirtschaft und Verbraucherschutz. Er vertrat wie Klaus Kaiser (CDU) den Wahlkreis 124 (Hochsauerlandkreis I), dazu gehören neben Arnsberg und Sundern die Stadt Schmallenberg und die Gemeinde Eslohe.
Im Jahr 2008 war er Bürgermeisterkandidat der SPD in Arnsberg. Er unterlag mit 38,5 % gegen den Amtsinhaber Hans-Josef Vogel. Stüttgen wurde bei der Landtagswahl 2010 nicht mehr in den Landtag gewählt und unterlag auch bei der Landtagswahl 2012 gegen Klaus Kaiser. Von Listenplatz 22 aus rückte er am 12. Januar 2016 für den verstorbenen Abgeordneten Ulrich Hahnen in den Landtag nach.
Im Oktober 2015 kündigte Stüttgen an, seine politischen Ämter wegen einer staatsanwaltschaftlichen Ermittlung gegen sich ruhen zu lassen. Nach Annahme seines Landtagsmandats ruhten die Ermittlungen der Staatsanwaltschaft zunächst aufgrund von Immunität. In der Plenarsitzung am 14. September 2016 wurde seine Immunität aufgehoben, da die Staatsanwaltschaft die Ermittlungen zur Klärung von Vorwürfen wieder aufgenommen hatte, nach denen Stüttgen seine Mutter geschlagen haben soll.
Im September 2016 trat Stüttgen aus der SPD aus, sein Landtagsmandat behielt er. Bis zum 31. Mai 2017 und der Neubildung des Landtags war er fraktionsloser Abgeordneter im Landtag NRW.
Seit 2017 ist er ohne Fraktionszugehörigkeit wieder Ratsmitglied im Rat der Stadt Arnsberg.